# 帕倫克縣
1°26′S 79°45′W / 1.433°S 79.750°W
帕倫克縣（西班牙語：Cantón Palenque），是厄瓜多爾的縣份，位於該國中西部，由洛斯里奧斯省負責管轄，面積570平方公里，2001年普查總人口數為20,658人，人口密度為每平方公里36.24人。